# Austrolimnophila claduroneura
Austrolimnophila claduroneura är en tvåvingeart som först beskrevs av Paul Gustav Eduard Speiser 1909.
Austrolimnophila claduroneura ingår i släktet Austrolimnophila och familjen småharkrankar. Artens utbredningsområde är Tanzania. Inga underarter finns listade i Catalogue of Life.